# Бухторма
Бухторма — деревня в Тульской области России. С точки зрения административно-территориального устройства входит в Шелепинский сельский округ Алексинского района. В плане местного самоуправления входит в состав муниципального образования город Алексин.

## География
Бухторма находится в северо-западной части региона, в пределах северо-восточного склона Среднерусской возвышенности, в подзоне широколиственных лесов, при автодороге 70К-003, юго-восточнее 2-го микрорайона г. Алексина, административного центра округа, с которым соединяется улицей Болотова, уходящей к югу от ул. Тульской и проходящей через посёлок Сельхозтехника.
Абсолютная высота — 216 метров над уровнем моря.

### Климат
Климат на территории Бухторма, как и во всём районе, характеризуется как умеренно континентальный, с ярко выраженными сезонами года. Средняя температура воздуха летнего периода — 16 — 20 °C (абсолютный максимум — 38 °С); зимнего периода — −5 — −12 °C (абсолютный минимум — −46 °С).
Снежный покров держится в среднем 130—145 дней в году.
Среднегодовое количество осадков — 650—730 мм.

## История
До революции — деревня Стрелецкой волости Алексинского уезда.
Относилось к епархии храма Александра Невского в с. Архангельское (ныне Авангард).
После муниципальной реформы в марте 2005 года включёна в образованные муниципального образования сельское поселение «Шелепинское» и в Алексинский муниципальный район.
21 июня 2014 года Алексинский муниципальный район и Шелепинское сельское поселение были упразднены, деревня Бухторма стала входить в городской округ Алексин.

## Население
| 2010 |
| ---- |
| 8    |

### Национальный и гендерный состав
Согласно результатам переписи 2002 года, в национальной структуре населения русские составляли 100 % из 16 чел.. Проживали по 7 мужчин и 9 женщин.

## Инфраструктура
Обслуживается отделением почтовой связи 301360.

## Транспорт
Деревня доступна автотранспортом. Остановка общественного транспорта «Бухторма».